# Abbadie (chanoine)
Pour les articles homonymes, voir Abbadie.
Abbadie, chanoine de Comminges, a publié en 1702 une dissertation où il cherche à prouver que le christianisme fut prêché dans les Gaules avant le milieu du IIe siècle.